# گاردن‌سیتی

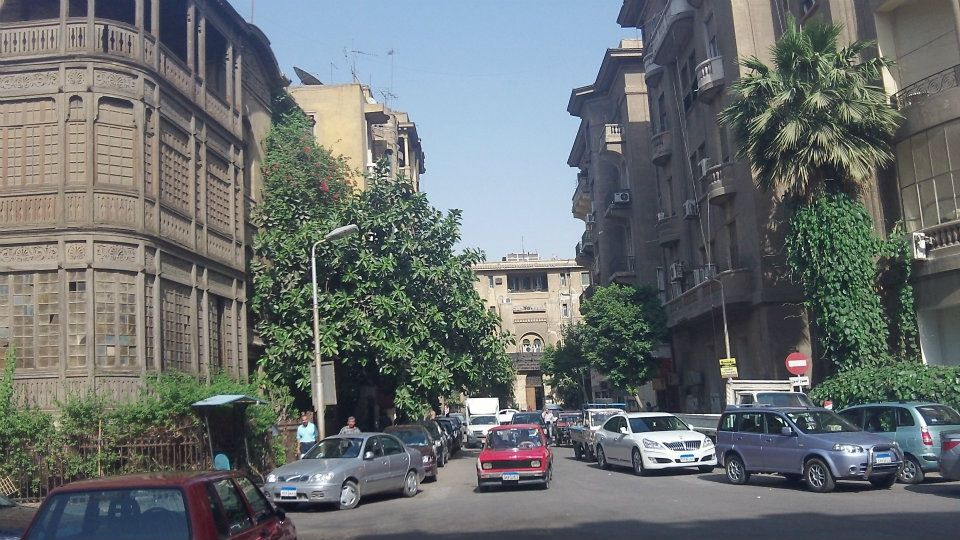
خیابانی در گاردن‌سیتی

گاردن‌سیتی (عربی: جاردن سیتی) یک منطقهٔ مسکونی ثروتمند در مرکز قاهره است که در قسمت شرقی رود نیل واقع در جنوب مرکز شهر قاهره قرار دارد. میدان معروف تحریر نیز در این محله قرار دارد.
دو خیابان اصلی، خیابان قصرالعینی در شرق و نیل کورنیش در غرب، مرزهای شرقی و غربی این محله را مشخص می‌کنند. گاردن‌سیتی به دلیل فضای آرام، مجلل و امن خود شهرت دارد و مقصد اصلی گردشگران ثروتمند است. سفارتخانه‌های ایالات متحده، انگلیس، ایتالیا و برخی دیگر از کشورها در این محله مستقر هستند.